# Tugimaantee 71
De Tugimaantee 71 is een secundaire weg in Estland. De weg loopt van Rõngu via Otepää naar Kanepi en is 39,3  kilometer lang.